# Pasiraman Kidul
Pasiraman Kidul is een bestuurslaag in het regentschap Banyumas van de provincie Midden-Java, Indonesië. Pasiraman Kidul telt 1581 inwoners (volkstelling 2010).